# Skvatmølle
Skvatmøllen (eller skvætmøllen) er den ældste form for vandmølle med et vandret møllehjul med skråtstillede vinger og en lodret aksel. Den trækker direkte (uden gearing) på løberen i kværnen. Møllehjulet er mindre end de senere vandmøllehjul. Man formoder, at alle møllens dele har været bygget af træ. Af den grund er der kun fundet få, sikre rester af denne mølletype.
Skvatmøllen var ikke nær så produktiv som de senere møller med lodretløbende hjul, men den repræsenterede et betydeligt fremskridt sammenlignet med det hårde arbejde med en håndkværn. En skvarmølle var let at bygge af få materialer og krævede kun en beskeden vandgennemstrømning for at kunne fungere. Derfor var det tillokkende for bønderne at bygge hver deres mølle.